# Płamen Jurukow
Płamen Jurukow (bułg. Пламен Юруков; ur. 9 maja 1964) – bułgarski polityk, biznesmen, od 15 lipca 2007 do 21 grudnia 2008 przewodniczący partii Związek Sił Demokratycznych (ZSD).

## Życiorys
Po ukończeniu gimnazjum o profilu francuskim studiował filozofię w Uniwersytecie Sofijskim "Św. Klemens z Ochrydy", zdobywając w 1990 wyższe wykształcenie. W 1994 założył firmę "Bałkam S.A." (bułg. Балкам АД), która zajmuje się głównie międzynarodowym handlem i importem surowej kawy oraz jadalnych nasion. W 1997 utworzył spółkę "Spetema-Caffe sp. z o.o." (bułg. Спетема-кафе ООД), specjalizującą się w produkcji kawy wysokiej jakości, zaś w 2004 otworzył własną fabrykę kawy.
Karierę polityczną rozpoczął w 2003 zapisując się do ZSD. Współtworzył nowy program wyborczy i filozofię partii. Po klęsce ZSD w wyborach do Parlamentu Europejskiego w 2007 i dymisji Petyra Stojanowa z funkcji przewodniczącego stanął na czele ugrupowania. Stanowisko to piastował przez ok. półtora roku; przed wyborami zaplanowanymi na grudzień 2008 zrezygnował z ubiegania się reelekcję.
Od 1998 r. jest wydawcą czasopisma "Forum Filozoficzne" (bułg. Философски форум). W 2000 za zgodą Rady Ministrów został konsulem honorowym Kazachstanu w Republice Bułgarskiej. Pełni również funkcję prezesa Bułgarskiej Federacji Aikido.
Włada językami francuskim, angielskim i rosyjskim. Jest żonaty, posiada dwoje dzieci.